# ابن مکانس
ابن مکانس (۱۳۴۵-۱۴۰۷) (نسب کامل:فخرالدین ابوالفرج عبدالرحمن بن عبدالرزاق بن ابراهیم بن مکانس مصری قبطی‌اصل) مقام‌دار دیوانی، شاعر و ادیب مصری قبطی‌اصل بود. 

## زندگی
ابن مکانس در ۱ مه ۱۳۴۵م/ ۱۹ ذی‌الحجه ۷۴۵ق در قاهره به دنیا آمد. پدرش از کاتبان دیوانی بود، و او در این فضا پرورش یافت. در بیست سالگی مسلمان شد و در دیوان انشاء خدمت گزارد. به ادبیات بسیار گرایش پیدا کرد، در ۷ نوامبر ۱۴۰۷/ ۱۲ ذی‌الحجه ۷۹۴ق آنگاه که برای وزارت به قاهره فراخوانده شد، در راه در بلبیس به او سم خوراندند و درگذشت. 